# Nastasja Schunk
Nastasja Schunk (ur. 17 sierpnia 2003 w Moguncji) – niemiecka tenisistka, finalistka juniorskiego Wimbledon 2021 w grze pojedynczej dziewcząt.

## Kariera tenisowa
Na swoim koncie ma wygrane dwa turnieje w grze pojedynczej rangi ITF. 8 sierpnia 2022 zajmowała najwyższą lokatę w singlu w rankingu WTA, miejsce 143, natomiast 30 stycznia 2023 najwyższa w deblu, miejsce 491.
W 2021 roku osiągnęła finał juniorskiego turnieju wielkoszlemowego, Wimbledonu, przegrywając w nim z Ane Mintegi del Olmo.

## Wygrane turnieje rangi ITF
| turnieje z pulą nagród 100 000 $ |
| turnieje z pulą nagród 80 000 $  |
| turnieje z pulą nagród 60 000 $  |
| turnieje z pulą nagród 25 000 $  |
| turnieje z pulą nagród 15 000 $  |

### Gra pojedyncza
|    | Data       | Turniej   | ($)    | Naw.   | Finalistka      | Wynik         |
| 1. | 08/08/2021 | Bydgoszcz | 25 000 | ziemna | Darja Astachowa | 4:6, 6:2, 6:0 |
| 2. | 29/08/2021 | Brunszwik | 25 000 | ziemna | Anna Klasen     | 6:3, 6:1      |

## Finały juniorskich turniejów wielkoszlemowych

### Gra pojedyncza (1)
| Końcowy wynik | Rok  | Turniej   | Nawierzchnia | Przeciwniczka        | Wynik finału  |
| Finalistka    | 2021 | Wimbledon | Trawiasta    | Ane Mintegi del Olmo | 6:2, 4:6, 1:6 |